# Hylaeus quadricornis
Hylaeus quadricornis är en biart som först beskrevs av Hans Hedicke 1926.  Hylaeus quadricornis ingår i släktet citronbin, och familjen korttungebin. Inga underarter finns listade i Catalogue of Life.